# 1821 dans le catholicisme
Chronologie du catholicisme
- 1817
- 1818
- 1819
- 1820
- 1821
- 1822
- 1823
- 1824
- 1825

Cet article présente les faits marquants de l'année 1821 dans le catholicisme.

## Évènements
- 16 juillet : Restauration de l'Archidiocèse de Cologne, avec suppression du Diocèse d'Aix-la-Chapelle qui lui est réuni.

## Naissance
- 1er mai : Marie-Laurent Cordier, prélat et missionnaire français, vicaire apostolique du Cambodge et évêque titulaire de Gratianopolis (de) († 14 août 1895)
- 2 août : Giovanni Battista Agnozzi, prêtre italien, diplomate du Saint-Siège († 4 février 1888)
- 22 septembre : Jean Langevin, prélat canadien, premier évêque de Rimouski puis archevêque titulaire de Léontopolis-en-Augustamnique (de) († 26 janvier 1892)

## Décès
- 21 juin : César-Guillaume de La Luzerne, cardinal et homme d'État français, évêque de Langres (° 7 juillet 1738)
- 2 juillet : Michele Di Pietro, cardinal italien de la Curie (° 18 janvier 1747)
- 20 octobre : Alexandre-Angélique de Talleyrand-Périgord, cardinal et homme d'État français, archevêque de Paris (° 18 octobre 1736)